# El gran robo del tren (novela)
El gran robo del tren (The Great Train Robbery) es una novela escrita por Michael Crichton y publicada en 1975, en la que reconstruye la historia del robo de tren más ambicioso de su tiempo, realizado en 1855 por el genial Edward Pierce, un personaje distinguido y enigmático, el cerrajero Agar, y su siniestro cochero. 
Se apoderaron de 12.000 libras de oro destinadas por el Imperio Británico a financiar la Guerra de Crimea. Este hecho histórico es recreado en forma magistral por Crichton desde su propia concepción, tanto los múltiples preparativos y recursos desarrollados por Pierce para concretar el golpe como su ejecución cronométrica y acrobática, la caída y captura de los criminales dos años después, el juicio mediático y la espectacular fuga de Pierce.
Esta novela, escrita en 1974, fue llevada al cine por el propio Crichton en 1979, protagonizada por Sean Connery, Leslie Ann Down y Donald Sutherland.